# Llista d'ocells de les illes Crozet
Aquesta llista d'ocells de les illes Crozet inclou les 42 espècies d'ocells que es poden trobar a les illes Crozet, 9 de les quals es troben globalment amenaçades d'extinció.
| Ordre             | Família           | Espècie                                              | Observacions      | Imatge                      |
| ----------------- | ----------------- | ---------------------------------------------------- | ----------------- | --------------------------- |
| Anseriformes      | Anatidae          | Anas eatoni                                          | Vulnerable        | Anas eatoni                 |
| Sphenisciformes   | Spheniscidae      | Pingüí reial (Aptenodytes patagonicus)               |                   | Pingüí reial                |
| Sphenisciformes   | Spheniscidae      | Pingüí de corona blanca (Pygoscelis papua)           | Prop de l'amenaça |                             |
| Sphenisciformes   | Spheniscidae      | Pingüí de cara blanca (Pygoscelis antarcticus)       |                   | Pingüí de cara blanca       |
| Sphenisciformes   | Spheniscidae      | Pingüí de cresta daurada (Eudyptes chrysolophus)     | Vulnerable        | Pingüí de cresta daurada    |
| Sphenisciformes   | Spheniscidae      | Pingüí de Schlegel (Eudyptes schlegeli)              | Vulnerable        | Pingüí de Schlegel          |
| Sphenisciformes   | Spheniscidae      | Pingüí emplomallat (Eudyptes chrysocome)             |                   | Pingüí emplomallat          |
| Procellariiformes | Diomedeidae       | Thalassarche chlororhynchos                          |                   | Thalassarche chlororhynchos |
| Procellariiformes | Diomedeidae       | Thalassarche chrysostoma                             | Vulnerable        | Thalassarche chrysostoma    |
| Procellariiformes | Diomedeidae       | Thalassarche cauta                                   |                   |                             |
| Procellariiformes | Diomedeidae       | Thalassarche salvini                                 | Vulnerable        |                             |
| Procellariiformes | Diomedeidae       | Thalassarche melanophris                             |                   |                             |
| Procellariiformes | Diomedeidae       | Albatros fumat (Phoebetria fusca)                    | En Perill         |                             |
| Procellariiformes | Diomedeidae       | Albatros fuliginós (Phoebetria palpebrata)           | Prop de l'amenaça |                             |
| Procellariiformes | Diomedeidae       | Albatros viatger (Diomedea exulans)                  |                   |                             |
| Procellariiformes | Procellariidae    | Petrell gegant (Macronectes giganteus)               | Prop de l'amenaça |                             |
| Procellariiformes | Procellariidae    | Macronectes halli                                    | Prop de l'amenaça |                             |
| Procellariiformes | Procellariidae    | Thalassoica antarctica                               | Rar/Accidental    |                             |
| Procellariiformes | Procellariidae    | Daption capense                                      |                   |                             |
| Procellariiformes | Procellariidae    | Aphrodroma brevirostris                              |                   |                             |
| Procellariiformes | Procellariidae    | Pterodroma macroptera                                |                   |                             |
| Procellariiformes | Procellariidae    | Pterodroma mollis                                    |                   |                             |
| Procellariiformes | Procellariidae    | Petrell de cap blanc (Pterodroma lessonii)           |                   |                             |
| Procellariiformes | Procellariidae    | Petrell blau (Halobaena caerulea)                    |                   |                             |
| Procellariiformes | Procellariidae    | Pachyptila turtur                                    |                   |                             |
| Procellariiformes | Procellariidae    | Pachyptila salvini                                   |                   |                             |
| Procellariiformes | Procellariidae    | Pachyptila desolata                                  |                   |                             |
| Procellariiformes | Procellariidae    | Petrell prió becfí (Pachyptila belcheri)             |                   |                             |
| Procellariiformes | Procellariidae    | Procellaria cinerea                                  | Prop de l'amenaça |                             |
| Procellariiformes | Procellariidae    | Baldriga de mentó blanc (Procellaria aequinoctialis) | Vulnerable        |                             |
| Procellariiformes | Hydrobatidae      | Petrell oceànic (Oceanites oceanicus)                |                   |                             |
| Procellariiformes | Hydrobatidae      | Garrodia nereis                                      |                   |                             |
| Procellariiformes | Hydrobatidae      | Fregetta tropica                                     |                   |                             |
| Procellariiformes | Pelecanoididae    | Pelecanoides urinatrix                               |                   |                             |
| Procellariiformes | Pelecanoididae    | Pelecanoides georgicus                               |                   |                             |
| Suliformes        | Phalacrocoracidae | Phalacrocorax melanogenis                            |                   |                             |
| Charadriiformes   | Chionidae         | Chionis minor                                        |                   |                             |
| Charadriiformes   | Charadriidae      | Vanellus armatus                                     | Rar/Accidental    |                             |
| Charadriiformes   | Laridae           | Gavià dominicà (Larus dominicanus)                   |                   |                             |
| Charadriiformes   | Laridae           | Sterna vittata                                       |                   |                             |
| Charadriiformes   | Laridae           | Sterna virgata                                       | Prop de l'amenaça |                             |
| Cuculiformes      | Cuculidae         | Cucut (Cuculus canorus)                              | Rar/Accidental    |                             |